# Felix Andersson
Felix Andersson är en tidigare programledare och DJ på radiostationerna Power Hit Radio, NRJ, The Voice, Radio 107,5, Cityradion 102.7 och Radioseven. 
Han har genom åren blivit hyllad av radioprofiler som Erik Myrlund, Jesse Wallin, Josefin Crafoord med flera. 
Andersson meddelade officiellt att han lämnar radiobranschen och refererade till Psykisk Ohälsa under 2021 och riktade stora tack till bland annat tunga media namn som Rickard Keilor (Tidigare Progamchef på NRJ), Daniel Hübinette, (Tidigare Programchef på Power Hit Radio) Johan Engberg (radioprogramledare på NRJ, The Voice mfl.), med flera.
Felix Andersson började sända på Radio 107,5 under sommaren 2010. Lite senare samma år förflyttades Felix till The Voice där han till en början sände på kvällarna men tog snabbt över eftermiddagarna. Andersson stannade på The Voice fram till sommaren av 2014. Sent under 2014 blev han förflyttad till radiostationen NRJ (Sverige). Sommaren 2017 lämnade Andersson NRJ för en flytt till London och BBC. Andersson flyttade tillbaka och började på Power Hit Radio under 2019.
Andersson är mest känd för sitt program "NRJ Weekendenburst" som sändes i tre år på radiostationen NRJ varje fredag och lördag 17-21. På somrarna varje kväll.
Andersson har synts till i Kanal 5 som ersättare till Martin Björk i Vakna med The Voice under olika perioder genom åren.

## DJ Karriär
Felix, alias, Zaltaio, har producerat låtar samt remixat åt bland annat John de Sohn, Andreas Moe, Amanda Fondell, Alex Sayz, Janet Leon. 2012 blev han med duo-gruppen Felix Zaltaio & Lindh Van Berg kontrakterad med EMI Sverige. År 2015 (25 år gammal) har han hunnit med att vara på bland annat Billboardlistan i USA, Top 5 på Svenska Spotify-topplistan, Swedish Dance Chart, Finnish Dance Chart. Felix & Robin Lindberg's musik har fått support ifrån Svenska Radiostationer som NRJ, Sveriges Radio P3, Sveriges Radio P4, The Voice, Rix FM, Mix Megapol, samt samlingsalbumet Absolute Music.

## Diskografi
- Zaltaio[14]
  - Cloud City ft. Van Berg
  - Abella ft. Van Berg
  - On My Way
  - Beginning Of The End (EP)
  - Do Something With Your Life (Album)
  - You Got Me Paranoid
  - Watch Me
  - Good Run
  - Love You Like I Do
  - Ben Ta Nai
  - Pay
  - Back To The Oldschool
  - The Truth
  - Maya
  - Beautiful Eyes
  - Euphoria
  - She Hurts Me
- Zaltaio Van Berg[15]
  - Jakarta
  - Olê (ft. WeRwolvz)
  - You Got the Love
- Felix Zaltaio & Lindh Van Berg[16]
  - Born on the Road
  - Start A Fire
  - Onåbar
  - New York to L.A